# 10strokes
『10strokes』（テンストロークス）は、SCRIPTの通算7枚目のアルバム。2006年11月3日にAFD RECORDSよりリリース。

## 概要
前作『Nature or Man-made』より約3年ぶりのリリース。本作以降のアルバムは収録楽曲の版権をビクターミュージックアーツが管理。そのせいか一部のダウンロード配信サイトではビクターエンタテインメントを発売元とする配信限定アルバムという扱いが取られている。

## 収録曲
| #         | タイトル               | 作詞・作曲 | 時間  |
| --------- | ---------------------- | ---------- | ----- |
| 1.        | 「primal scream」      | 佐々木收   | 3:45  |
| 2.        | 「daybreak moon」      | 渡邊崇尉   | 3:57  |
| 3.        | 「バタフライ」         | 佐々木收   | 3:53  |
| 4.        | 「ギャンブルレーサー」 | 渡邊崇尉   | 4:16  |
| 5.        | 「SECRET PLACE」       | 渡邊崇尉   | 3:51  |
| 6.        | 「Time travel agency」 | 佐々木收   | 3:21  |
| 7.        | 「陽のあたる場所」     | 渡邊崇尉   | 4:23  |
| 8.        | 「Sweet December」     | 佐々木收   | 3:25  |
| 9.        | 「ロウニンライフ」     | 佐々木收   | 4:17  |
| 10.       | 「True days」          | 渡邊崇尉   | 4:31  |
| 合計時間: | 合計時間:              | 合計時間:  | 39:39 |